# Riamori (Bereleu)
Riamori ist eine osttimoresische Aldeia im Suco Bereleu (Verwaltungsamt Lequidoe, Gemeinde Aileu). 2015 lebten in der Aldeia 74 Menschen.

## Geographie
Zur Aldeia Riamori gehört der gesamte Süden des Sucos Bereleu. Im Norden grenzt es an die Aldeias Bereleu, Tataresi und Lebutu. Östlich liegt der Suco Faturilau und westlich die Sucos Acubilitoho und Betulau. Im Süden liegt das zur Gemeinde Ainaro gehörende Verwaltungsamt Maubisse mit seinem Suco Maulau und im Südosten das zur Gemeinde Manufahi gehörende Verwaltungsamt Turiscai mit seinem Suco Caimauc.
Die Grenze zur Aldeia Bereleu bildet der Fluss Pahikele, der dann durch Tataresi führt und dann wieder die Grenze zwischen Riamori und Lebutu bildet und schließlich in den Orlaquru mündet. Der Orlaquru entspringt im Osten von Riamori und fließt nach Osten nach Faturilau ab. An der Grenze zu Betulau fließt der Manufonibun und der Südgrenze folgt der Daisoli. Alle Flüsse gehören zum System des Nördlichen Laclós. Sie führen durch Täler zwischen Bergen, die bis über eine Meereshöhe von 1000 m reichen.
Die wenigen Menschen in der Aldeia leben in einzeln gelegenen Häusern und Gehöften. Riamori, das Zentrum der Aldeia, liegt im Westen und besteht nur aus ein paar Gebäuden. Nur einfache Wege führen in die Aldeia, Straßen fehlen.